# Resolutie 2160 Veiligheidsraad Verenigde Naties
Resolutie 2160 van de Veiligheidsraad van de Verenigde Naties werd unaniem door de VN-Veiligheidsraad aangenomen op 17 juni 2014. De resolutie gaf de richtlijnen voor het beheer van de lijst van personen en organisaties die in verband waren gebracht met de Taliban en tegen wie daardoor sancties golden op.

## Achtergrond
In 1979 werd Afghanistan bezet door de Sovjet-Unie, die vervolgens werd bestreden door Afghaanse krijgsheren. Toen de Sovjets zich in 1988 terugtrokken raakten ze echter slaags met elkaar. In het begin van de jaren 1990 kwamen ook de Taliban op. In september 1996 namen die de hoofdstad Kabul in. Tegen het einde van het decennium hadden ze het grootste deel van het land onder controle en riepen ze een streng islamitische staat uit.
In 2001 verklaarden de Verenigde Staten met bondgenoten hun de oorlog en moesten ze zich terugtrekken, waarna een interim-regering werd opgericht. Die stond onder leiding van Hamid Karzai die in 2004 tot president werd verkozen.

## Inhoud
Ondanks het feit dat vele Talibanstrijders waren ingegaan op het aanbod tot verzoening van de Afghaanse regering bleef de organisatie gewelddadige en terroristische acties plegen en in wapens en drugs handelen, en aldus een gevaar vormen voor de bevolking, het leger, internationale militairen en hulpverleners.
Tegen de entiteiten op de lijst – personen en organisaties die aan de Taliban gelinkt waren of hen op een of andere manier steunden – werd een bevriezing van fondsen en eigendommen, een reisverbod en een wapenembargo uitgevaardigd.
In het belang van het vredesproces kon de Afghaanse overheid namen die op de lijst stonden opgeven voor een tijdelijke uitzondering van het reisverbod. Er moest dan worden opgegeven naar waar de betrokkene zou reizen en voor hoelang. Deze periode mocht niet langer dan negen maanden zijn. Landen konden namen doorgeven om op de lijst te plaatsen of van de lijst te schrappen, maar werden gevraagd eerst met de Afghaanse overheid af te stemmen in het belang van het vredesproces.
Het 1526-waarnemingsteam werd opgedragen het comité – dat de lijst beheerde – gedurende dertig maanden bij te staan door informatie te verzamelen over schendingen van de genomen sancties.

## Verwante resoluties
- Resolutie 2096 Veiligheidsraad Verenigde Naties (2013)
- Resolutie 2145 Veiligheidsraad Verenigde Naties
- Resolutie 2161 Veiligheidsraad Verenigde Naties
- Resolutie 2189 Veiligheidsraad Verenigde Naties

Lijst ·  2133 ·  2134 ·  2135 ·  2136 ·  2137 ·  2138 ·  2139 ·  2140 ·  2141 ·  2142 ·  2143 ·  2144 ·  2145 ·  2146 ·  2147 ·  2148 ·  2149 ·  2150 ·  2151 ·  2152 ·  2153 ·  2154 ·  2155 ·  2156 ·  2157 ·  2158 ·  2159 ·  2160 ·  2161 ·  2162 ·  2163 ·  2164 ·  2165 ·  2166 ·  2167 ·  2168 ·  2169 ·  2170 ·  2171 ·  2172 ·  2173 ·  2174 ·  2175 ·  2176 ·  2177 ·  2178 ·  2179 ·  2180 ·  2181 ·  2182 ·  2183 ·  2184 ·  2185 ·  2186 ·  2187 ·  2188 ·  2189 ·  2190 ·  2191 ·  2192 ·  2193 ·  2194 ·  2195